# Santa Maria di Monteluce

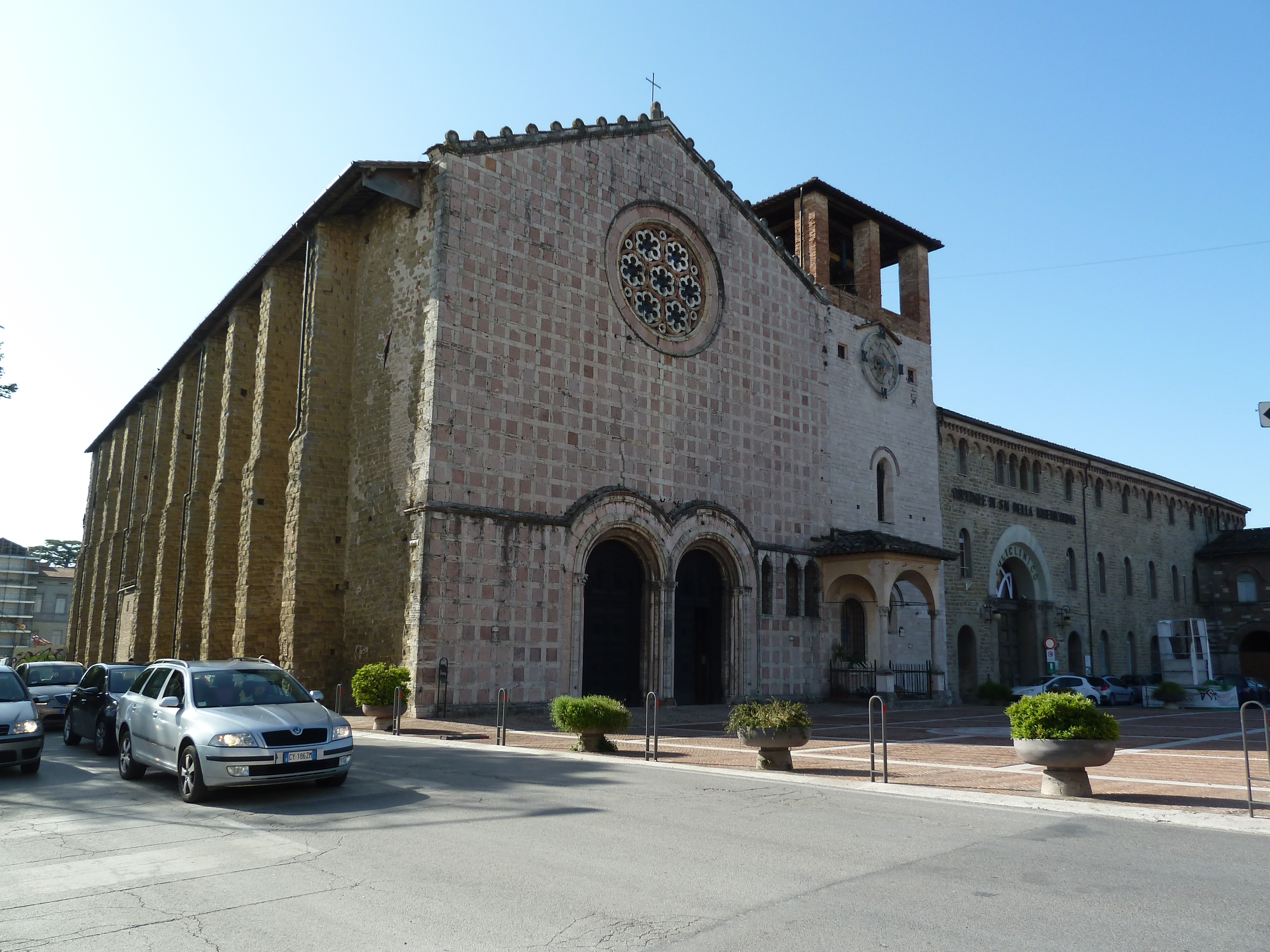
Santa Maria Assunta di Monteluce

Santa Maria Assunta di Monteluce ist eine römisch-katholische Kirche in Perugia, der Hauptstadt der italienischen Region Umbrien.

## Geschichte
Die Kirche Santa Maria Assunta mit dem angrenzenden Kloster war Sitz der ältesten Klarissengemeinschaft, der „Damianitinnen“, die sich hier im 13. Jahrhundert niederließen. Die Geschichte des Klosters beginnt im Jahr 1218, als der Adelige Conte Glotto Monaldo aus Perugia der Kirche ein Grundstück schenkte, um es einigen Frauen zu überlassen, die sich wie Klara von Assisi zum franziskanischen Ideal hingezogen fühlten. Im selben Jahr erteilte Johannes, Bischof von Perugia, die Erlaubnis zum Bau der Kirche und des Klosters. Im Jahr 1219 legitimierte Kardinal Ugolino von Anagni, der spätere Papst Gregor IX., den Bau des Klosters und bestätigte den Orden der Klarissen von San Damiano.
Im 16., 17. und 18. Jahrhundert war das Kloster Santa Maria di Monteluce aufgrund von Schenkungen das reichste und angesehenste Frauenkloster der Stadt. Davon zeugen die malerischen Dekorationen im Inneren der Kirche.
Infolge der Enteignungen nach der Einigung Italiens endete die Funktion des Klosters 1910, als mit dem Bau des neuen Krankenhauses Santa Maria della Misericordia begonnen wurde, das von seinem alten Standort in der Via Oberdan hierher verlegt wurde. Die Klarissen mussten ihren alten Standort verlassen und nach Sant’Erminio umziehen, während die Kirche zur Pfarrkirche wurde.
Das Kloster wurde für den Bau des Krankenhauses fast vollständig abgerissen. Von der ursprünglichen Struktur blieben nur die Loggia und das angrenzende Gebäude erhalten, in dem ein Jahrhundert lang die Notaufnahme untergebracht war. Von Anfang 2000 bis 2009 wurde das Krankenhaus nach und nach an den Stadtrand, in das Zentrum von San Sisto, verlegt. Danach wurde die Nutzung des Gebäudes erneut geändert; es beherbergt heute Gemeindebüros und Wohnungen. Bei den Bauarbeiten wurden die Säulen des alten Kreuzgangs freigelegt, und der Platz, auf dem das Kloster stand, wurde nach der letzten Äbtissin von Monteluce benannt: Cecilia Coppoli.
Die Kirche ist heute noch Pfarrkirche der Erzdiözese Perugia-Città della Pieve und für Gottesdienste geöffnet.
Der 15. August, Mariä Himmelfahrt, wird mit der jahrhundertealten Fiera di Monteluce und anderen Festen gefeiert, die in den letzten Jahren wieder in Mode gekommen sind.

## Außen
Die heutige Kirchenfassade ist mit rosafarbenen Marmorfliesen in weißen Rahmen verkleidet und stammt aus dem Jahr 1451, dem Jahr der Restaurierung.
Sie besitzt ein mittelalterliches Rundbogendoppelportal mit hölzernen Fensterläden und spätmanieristischen Schnitzereien (16./17. Jahrhundert) mit Reliefdarstellungen der Heiligen Franziskus, Klara und Bernhard. An den Seiten befinden sich vorspringende Strebepfeiler aus Sandstein, wie bei den Kirchen San Bevignate und Santa Maria di Valdiponte, bekannt als Montelabbate.
Rechts vom Portal am Glockenturm befindet sich eine Renaissance-Kapelle, die einst von Anton Maria Fabrizi (18. Jahrhundert) mit Fresken bemalt wurde. Heute befindet sich dort ein modernes Gemälde von Nello Palloni, Kopie eines Gemäldes aus dem 14. Jahrhundert, das in der Sakristei aufbewahrt wird.

## Innen
Das Kircheninnere besteht aus einem einzigen Kirchenschiff mit einem auf zwölf Säulen ruhenden Rundgewölbe. In den Seitenkapellen befindet sich ein bedeutender Freskenzyklus des peruanischen Manierismus, der aufgrund seiner karikaturistischen Ausdruckskraft zum Teil Matteuccio Salvucci (17. Jahrhundert) zugeschrieben wird; andere lokale Quellen tendieren zu Francesco Vanni und Giovanni Maria Bisconti, wobei eine sichere Zuschreibung aufgrund der großen stilistischen Unterschiede zwischen den Fresken bis heute nicht möglich ist.
Es handelt sich um ein interessantes ikonographisches Programm, in dem neben den Heiligen Franziskus und Klara und den Förderern der Observanzbewegung die Leitprinzipien der franziskanischen Spiritualität dargestellt sind: Evangelisierung, Marienverehrung und Buße.
In der ersten Kapelle, rechts in der Mitte, befindet sich eine Kreuzigung, ein abgelöstes Fresko, das Fiorenzo di Lorenzo (Ende des 15. Jahrhunderts) zugeschrieben wird.
Die Rückwand der Apsis ist mit vergoldetem Stuck von Valentino Carattoli (18. Jahrhundert) verziert, in dem die Krönung der Jungfrau Maria dargestellt ist, eine Kopie von Giovanni Silvagni (1831). Das Gemälde ersetzt ein Werk von Giulio Romano und Giovanni Francesco Penni. Das Original entstand 1523–24 in Rom nach Entwürfen von Raffael. Es wurde 1797 von den Franzosen beschlagnahmt, 1815 zurückgegeben und in die Vatikanische Pinakothek gebracht, wo es noch heute zu sehen ist. Die Predella dieses Gemäldes, die Berto di Giovanni (16. Jahrhundert) zugeschrieben wird, befindet sich heute in der Nationalgalerie von Umbrien.
Rechts unten befindet sich ein schöner Marmortabernakel von Francesco di Simone Ferrucci, der den Ewigen Vater inmitten von Engeln darstellt (1487).
In der Kirche befand sich die Anbetung der Hirten von Fiorenzo di Lorenzo, die 1812 ebenfalls von den Franzosen beschlagnahmt, 1817 zurückgegeben wurde und sich heute in der Nationalgalerie von Umbrien befindet.

## Sakristei – ehemaliger Nonnenchor
Hinter dem Presbyterium befindet sich der ehemalige Nonnenchor: ein gotischer Raum mit Kreuzrippengewölbe und Fresken der umbrisch-sienesischen Schule aus dem 14. und dem 17. Jahrhundert.
Die kurze Wand zur Kirche hin ist mit Fresken aus dem späten 17. Jahrhundert geschmückt, die die Geißelung und Verspottung Christi darstellen. In der Mitte befindet sich in einer Nische ein kleines geschnitztes Holzkruzifix. Im unteren Teil befinden sich Heiligenbilder und die Krönung der Jungfrau Maria (14. Jahrhundert).
Die Längswand zeigt eine Reihe von Fresken aus dem 14. Jahrhundert, bei denen es sich offensichtlich um Votivbilder handelt. Von links nach rechts sind zu sehen Die Stigmata des Heiligen Franziskus, der Heilige Onophrios der Einsiedler, der Erzengel Michael, die Taufe Christi und vier Episoden der Heiligen Katharina. Spuren von Fresken finden sich auch im oberen Wandbereich.
Bei einer ersten Restaurierung wurden die Figuren der Heiligen Katharina von Alexandrien, Euphemia und Eustachius wiederhergestellt. Neben diesen drei Tafeln sind noch weitere Figuren zu restaurieren.